# Белогрудый мадагаскарский пастушок
Белогрудый мадагаскарский пастушок (лат. Mesitornis variegatus) — вид птиц семейства мадагаскарских петушков. Эндемик Мадагаскара.
Живёт в трёх отделённых друг от друга популяциях на Мадагаскаре. Обитает в сухих лиственных лесах в западной части острова, хотя отдельные особи встречаются также в восточной части острова во влажных лесах. Предпочитает селиться вблизи водоёмов с густой вечнозелёной растительностью и редким подлеском.
Птица среднего размера, длиной до 30 см и весом от 103 до 111 г, при этом самки немного меньше и легче самцов. Голова коричневого цвета. От основания клюва над глазом к затылку тянется полоса кремового цвета. Ниже неё расположена коричневая полоса, под которой снова расположена полоса кремового цвета. Горло и грудь белые с небольшими изогнутыми в виде полумесяца коричневыми пятнами. Спина серо-коричневая, крылья и хвост тёмно-коричневые. Сильные ноги грязно-жёлтого цвета. Немного изогнутый клюв чёрный. Радужина коричневая. Половой диморфизм не выражен.
Период размножения длится во время сезона дождей с октября по апрель. Птицы моногамны, образуют пары на всю жизнь. Гнездо из 20—30 веточек строится на высоте от одного до трёх метров в кроне деревьев. В кладке, как правило, 1—3 яйца, которые насиживают вероятно самки. После вылупления птенцы остаются до следующего гнездования вместе с родителями и делят территорию при помощи голосовых сигналов.
Мелкие беспозвоночные являются основным источником пищи, но иногда рацион дополняется небольшим количеством фруктов и семян. В течение сухого сезона вид потребляет меньшее количество пищи, чем в сезон дождей. Птицы ищут корм, медленно перемещаясь по земле, поднимая ветви и листья, и заглядывая под них. Иногда птицы ударяют по ветвям с рыхлой корой или скрученным листьям, чтобы вспугнуть свою жертву. Обнаруженные животные немедленно поедаются или преследуются на коротком расстоянии. Особенно в засушливое время года птицы зондируют клювом слой листьев, чтобы добраться до живых беспозвоночных.